# Hugh Keays-Byrne
Hugh Keays-Byrne (Szrinagar, 1947. május 18. – Gosford, Új-Dél-Wales, 2020. december 1.) indiai születésű brit-ausztrál színész.

## Fontosabb filmjei
Mozifilmek
- Stone (1974)
- The Man from Hong Kong (1975)
- Mad Dog Morgan (1976)
- The Trespassers (1976)
- Kék uszony (Blue Fin) (1978)
- Mad Max (1979)
- Snapshot (1979)
- Láncreakció (The Chain Reaction) (1980)
- Going Down (1982)
- Ginger Meggs (1982)
- Ahol a zöld hangyák álmodnak (Wo die grünen Ameisen träumen) (1984)
- Sztrájktól megbénítva (Strikebound) (1984)
- Csillaghajó (Starship) (1984)
- Burke & Wills (1985)
- For Love Alone (1986)
- Kenguru (Kangaroo) (1986)
- A követ, aki minden követ követ (Les Patterson Saves the World) (1987)
- A hősök vére (The Blood of Heroes) (1989)
- Resistance (1992)
- Huntsman 5.1 (1999)
- Alvó szépség (Sleeping Beauty) (2011)
- Mad Max – A harag útja (Mad Max: Fury Road) (2015)

Tv-filmek
- A Tichborne ügy (The Tichborne Affair) (1978)
- Utazás a Föld középpontja felé (Journey to the Center of the Earth) (1999)
- Csillagközi szökevények: Harc a békéért (Farscape: The Peacekeeper Wars) (2004)

Tv-sorozatok
- Ben Hall (1975, négy epizódban)
- Secret Valley (1980–1982, hat epizódban)
- Ausztrál expressz (Five Mile Creek) (1984, egy epizódban)
- Csillagközi szökevények (Farscape) (2000–2001, két epizódban)